# دریک برو
دریک برو (انگلیسی: Derrick Brew؛ زادهٔ ۲۸ دسامبر ۱۹۷۷) دونده اهل ایالات متحده آمریکا بود.
وی در مسابقات کشوری و بین‌المللی در مجموع برندهٔ ۲ مدال طلا، ۱ مدال برنز شده‌است.